# Duilio Donzelli
Pour les articles homonymes, voir Donzelli.
Duilio Donzelli (né à Fossombrone le 26 juin 1882 et mort à Valence le 9 janvier 1966) est un sculpteur et peintre italien. Il a travaillé au Luxembourg, puis en France dans les départements de la Meuse et de la Drôme.

## Biographie
Duilio Donzelli est né à Fossombrone, dans la province de Pesaro et d'Urbino où il a fréquenté l’école publique obligatoire. Duilio Donzelli fréquente depuis son enfance le monde des tailleurs de pierre, artistes, sculpteurs, décorateurs, peintres. Au début du XXe siècle, il travaille dans une carrière de pierre à Cattolica où il apprend les arts liés à la pierre puis apprend l'art de la fresque auprès d'un artisan décorateur. À l'âge de 20 ans, il s'inscrit à l'Institut des beaux-arts d'Urbino et obtient le diplôme de qualification pour enseigner le dessin dans les écoles.
Dans un contexte économique difficile Duilio Donzelli participe aux luttes de revendications sociales. Le 22 novembre 1904, un rapport de la préfecture de Pesaro le classe dans la catégorie des socialistes révolutionnaires.
En 1912, Duilio Donzelli quitte l'Italie et s'installe à Esch-sur-Alzette au Grand-Duché de Luxembourg comme ouvrier chez le sidérurgiste ARBED et en parallèle parvient à travailler dans le domaine de l'art en décorant entre-autres les palais luxembourgeois en s'inspirant de l'art italien et de la mythologie. En 1922, il décore la façade de la société ARBED et fabrique des mascarons en pierre pour les façades de bâtiments et pour la poste luxembourgeoise.
Au cours de son séjour au Luxembourg, Duilio Donzelli participe à des manifestations et à des luttes pour soutenir les travailleurs et à des réunions clandestines de groupes de propagande antifascistes. Le 17 décembre 1924, le Grand-Duché de Luxembourg publie un arrêt d'expulsion contre lui.
Compte tenu de la situation politique italienne, Duilio Donzelli ne peut pas retourner en Italie et s'installe dans la Meuse,  où, après des débuts difficiles, avec ses deux fils, il décore, restaure de nombreuses églises. À la suite de l'invasion de la Lorraine par les Allemands, il est contraint de fuir et s'installe à Valence-sur-Rhône à la fin du mois d'août 1940. Parmi ses réalisations figurent les fresques de l’église apostolique Saint-Grégoire à Valence (1953), et  de l’église paroissiale de Saint-Christophe-et-le-Laris . 
Duilio Donzelli meurt à Valence le 9 janvier 1966 à l'âge de 83 ans.
Son fils Dante (lb) (1909-1999) est aussi peintre et sculpteur,.

## Œuvres

### Département de la Meuse
- Ancemont-calvaire.
- Apremont-la-Forêt-église de La-Nativité-de-la-Vierge, décor peint.
- Azannes-et-Soumazannes-stèle commémorative.
- Bannoncourt-monument aux morts.
- Belleville-sur-Meuse-église Saint-Sébastien, décor peint.
- Bonzée-en-Woëvre-monument aux morts.
- Chaillon-église Saint-Remi, décor peint, mobilier et monument aux morts.
- Cheppy-église Saint-Martin, tympan sculpté.
- Cierges-sous-Montfaucon-église Saint-Martin mobilier et décor peint.
- Combres-sous-les-Côtes-calvaire.
- Creuë-église Saint-Pierre et Saint-Paul, décor peint.
- Cunel-église Saint-Christophe, décor peint.
- Dieue-sur-Meuse-église de la Décollation-de-Saint-Jean-Baptiste, décor peint.
- Ecurey-en-Verdunois-tombeau.
- Esnes-en-Argonne-église Saint-Martin, décor peint.
- Fresnes-en-Woëvre-tombeau.
- Hannonville-sous-les-Côtes-église Saint-Martin, décor peint, mobilier, tombeaux et monument.
- Haraumont-église Saint-Firmin, décor peint et chemin de croix.
- Haudiomont-église Saint-Urbain, décor peint et mobilier.
- Haumont-lès-Lachaussée-église Sainte-Anne, décor peint et mobilier.
- Kœur-la-Grande-église Saint-Martin, décor peint.
- Lacroix-sur-Meuse-église Saint-Jean-Baptiste, décor peint, mobilier, statue et monument aux morts.
- Lamorville-église Sainte-Marie-Madeleine, décor peint.
- Lérouville-église Sainte-Walburge, décor peint.
- Les Éparges-église Saint-Martin, mobilier et autel de procession.
- Les Monthairons-calvaire.
- Maizey-église Saint-Étienne, décor peint.
- Manheulles-église Notre-Dame-de-l’Assomption, décor peint, mobilier et bas relief.
- Marbotte-église Saint Gérard, scène illustrée.
- Mécrin-église Saint-Èvre, décor peint.
- Mesnil-sous-les-Côtes-monument aux morts.
- Montsec-église Sainte-Lucie, décor peint.
- Récourt-le-Creux-monument aux morts.
- Rouvrois-sur-Meuse-église Saint-Laurent, décor peint.
- Saint-Maurice-sous-les-Côtes-église Saint-Maurice, décor peint.
- Saulx-lès-Champlon-église de l'Assomption-de-la-Vierge, mobilier et sculptures.
- Savonnières-en-Woëvre-église Saint-Hilaire, décor peint.
- Seuzey-église Saint-Marcel, décor peint et mobilier.
- Sivry-sur-Meuse-église Saint-Remi, décor peint et mobilier.
- Sorcy-Saint-Martin-église Saint-Rémi, peinture sur toile.
- Spada-église Saint-Pierre, décor peint.
- Thillot-église Saint-Abdon, décor peint, mobilier et monument aux morts.
- Trésauvaux-église de la Nativité-de-la-Sainte-Vierge, mobilier.
- Vaubecourt-église Saint-Pierre-et-Saint-Paul, décor peint.
- Verdun-statue de Saint-Saintin.
- Véry-église Saint-Nicolas, décor peint.
- Void-Vacon-église Notre-Dame-de-l’Assomption, décor peint.
- Watronville-église de l'Assomption-de-la-Vierge, décor peint.
- Woël-monument aux morts.

### Exemples de décors peints et sculptures

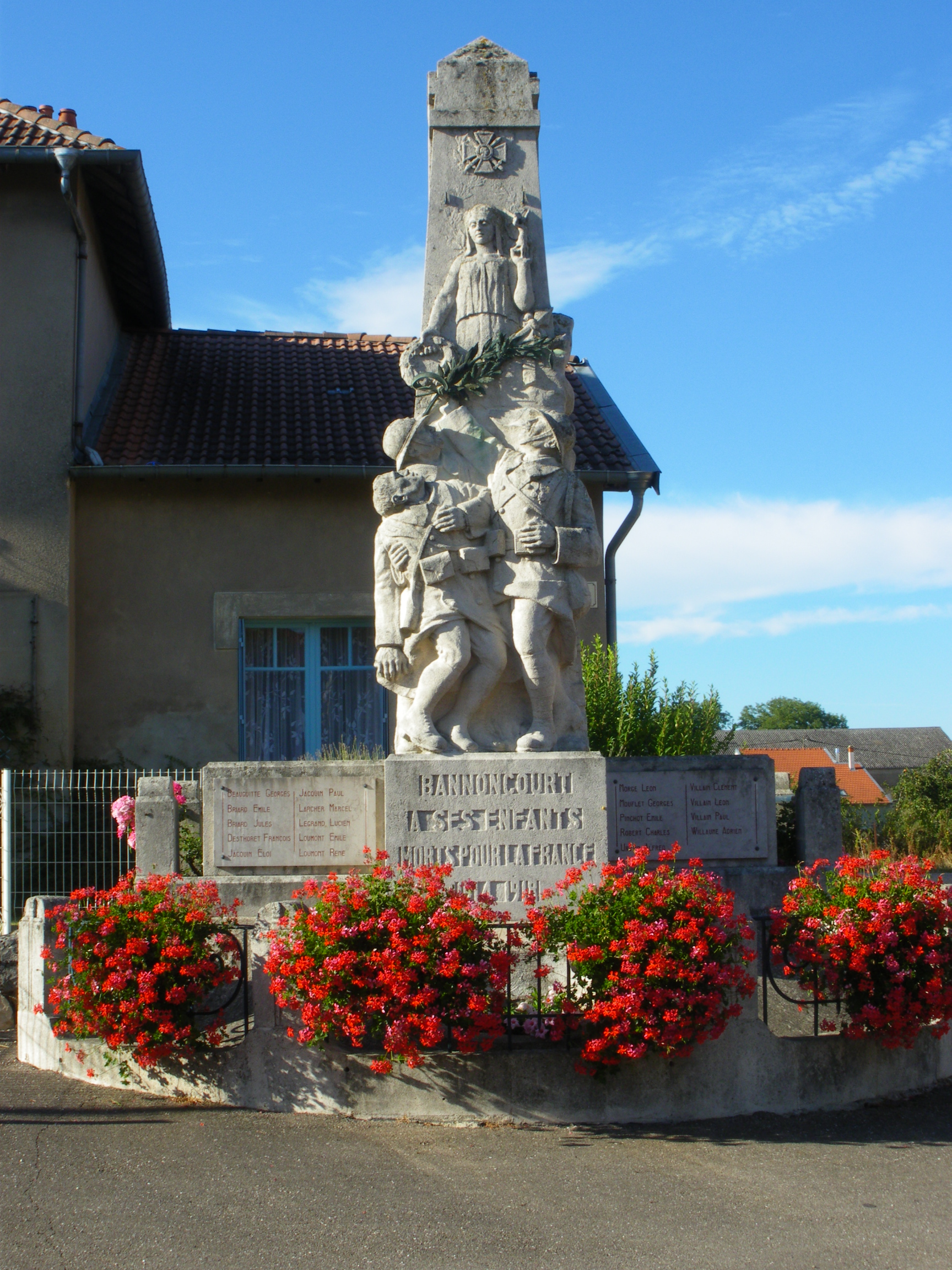
Monument aux morts de Bannoncourt.
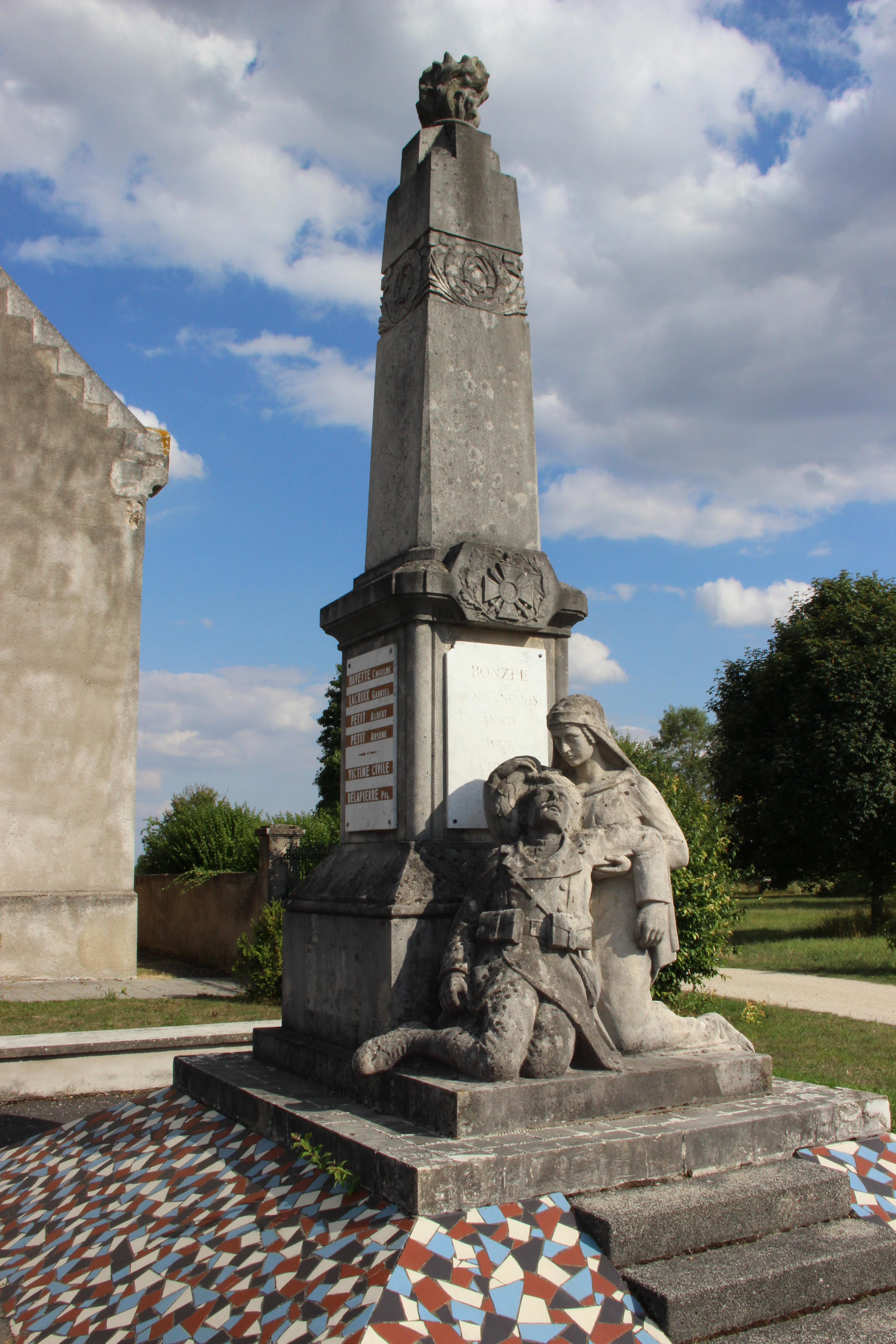
Monument aux morts de Bonzée.
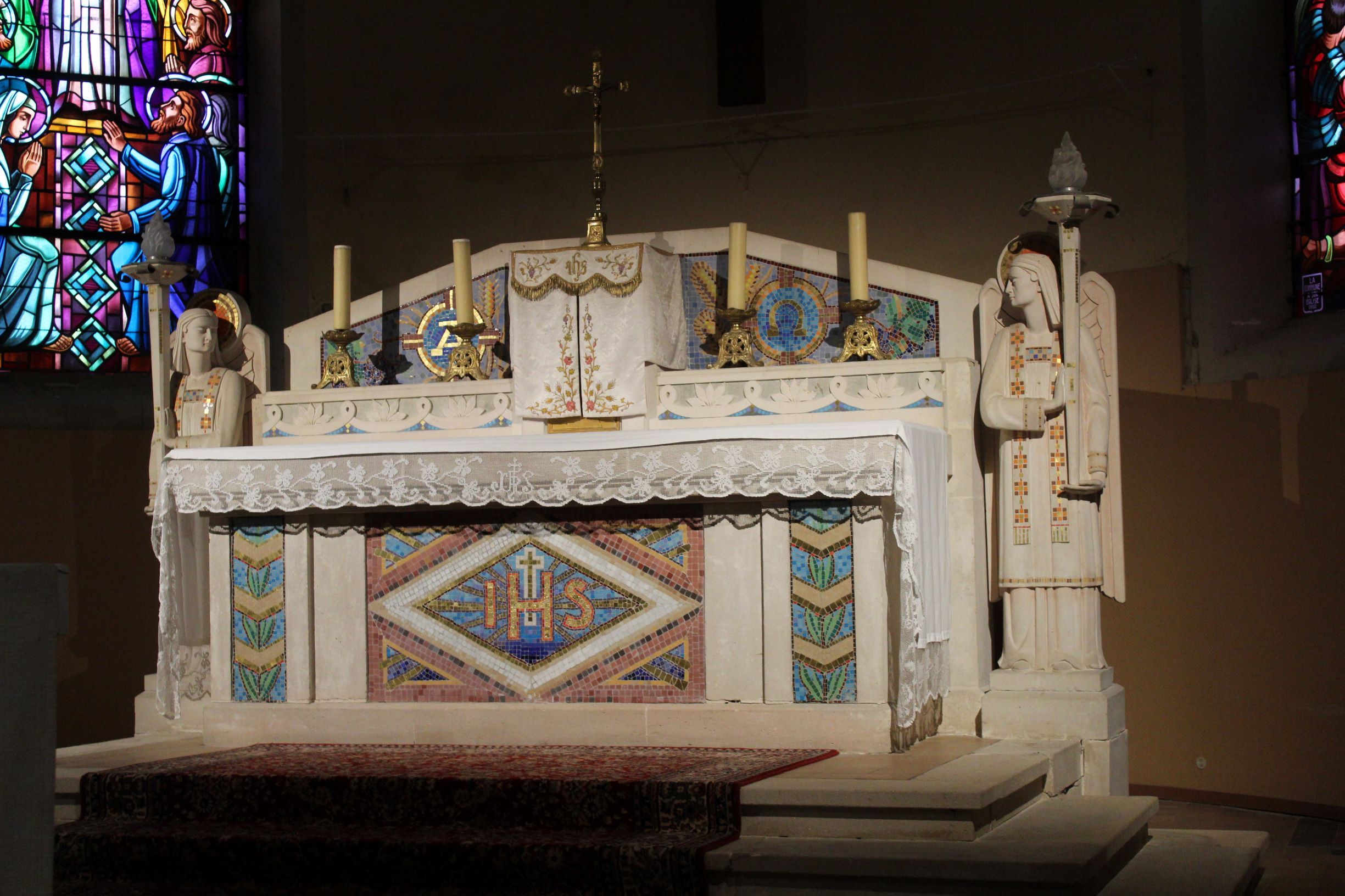
Maître-autel, église Saint-Rémi de Chaillon.
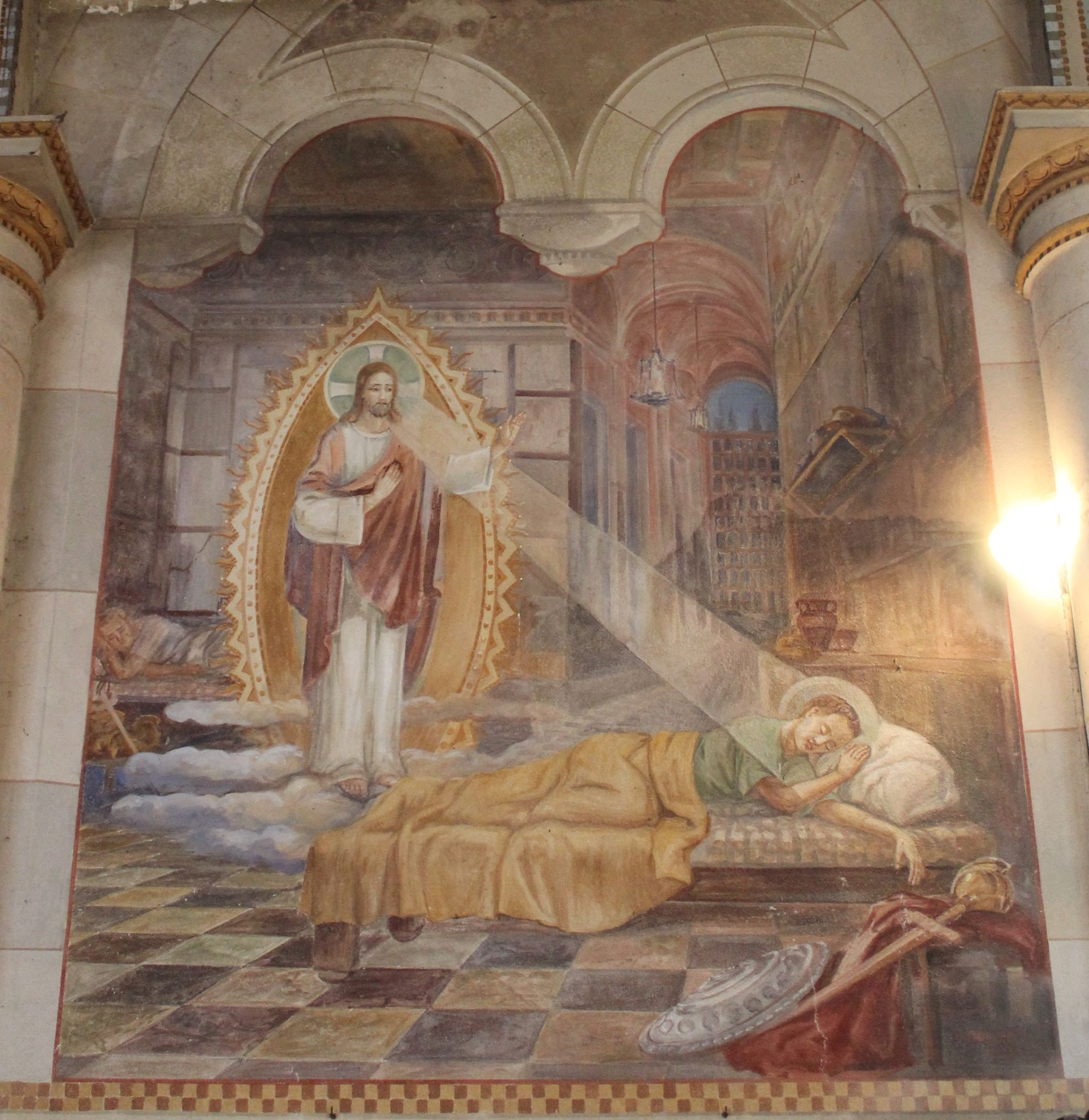
Songe de saint Martin, église Saint-Martin de Cierges-sous-Montfaucon.
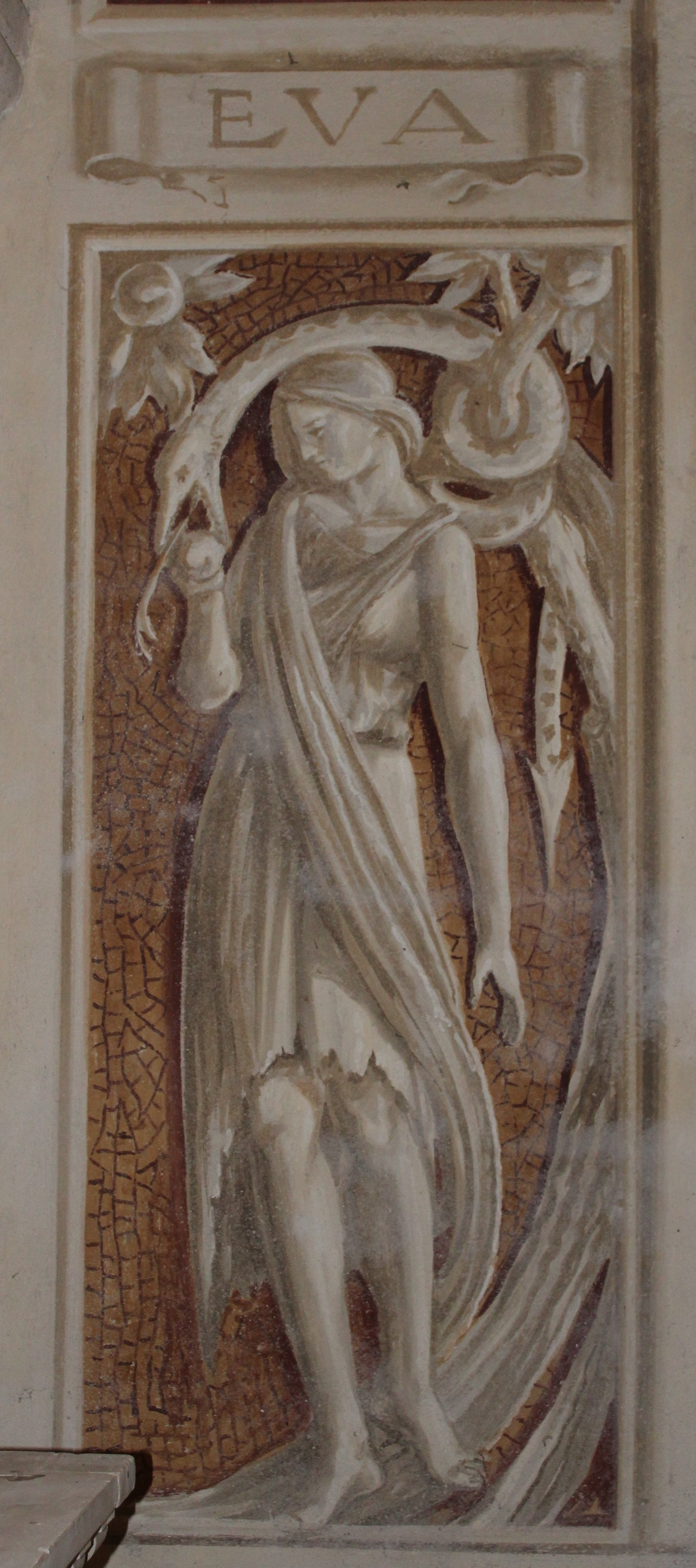
Ève, détail d'une fresque de l'église Saint-Pierre et Saint-Paul de Creuë.
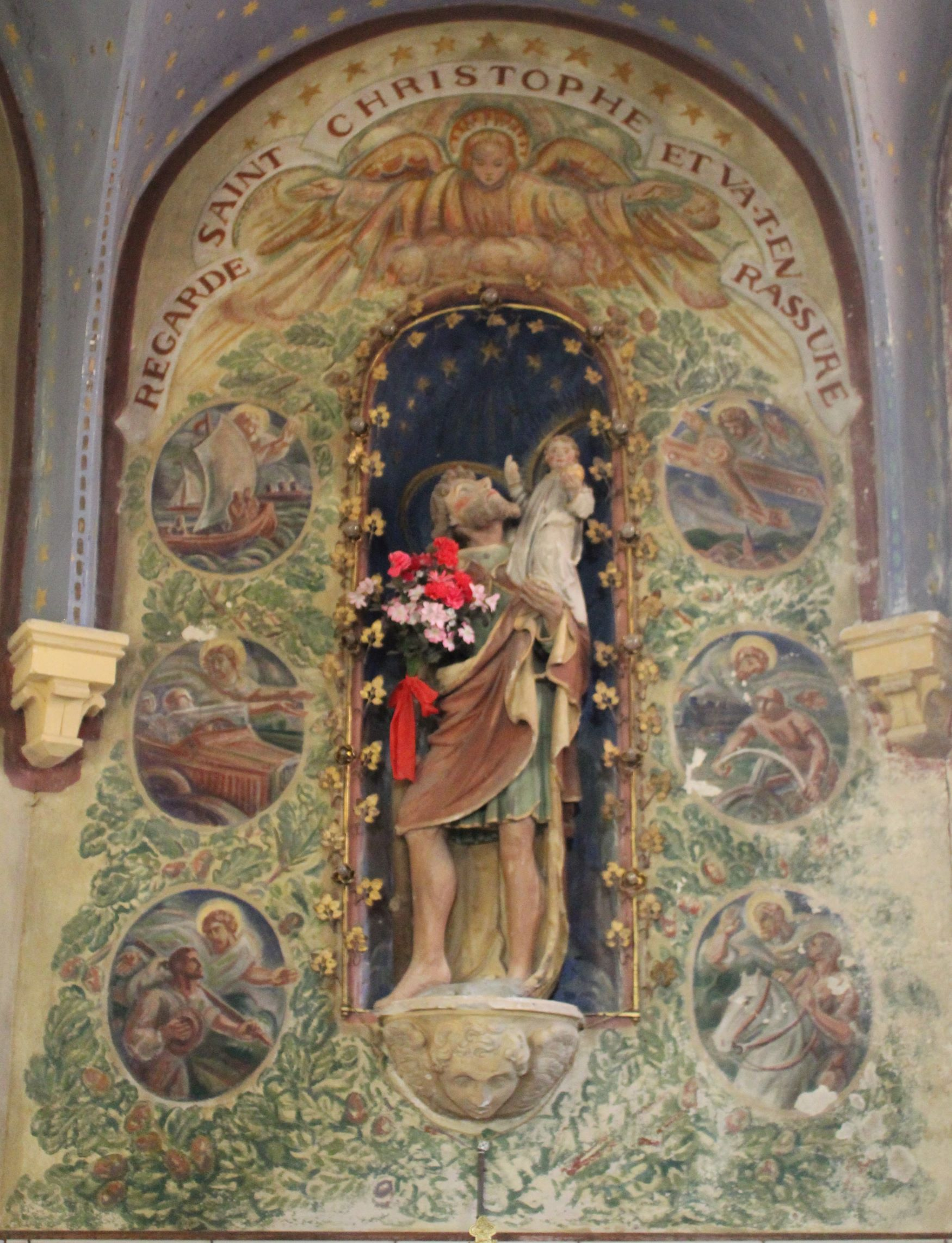
Saint Christophe, église Saint Christophe de Cunel.
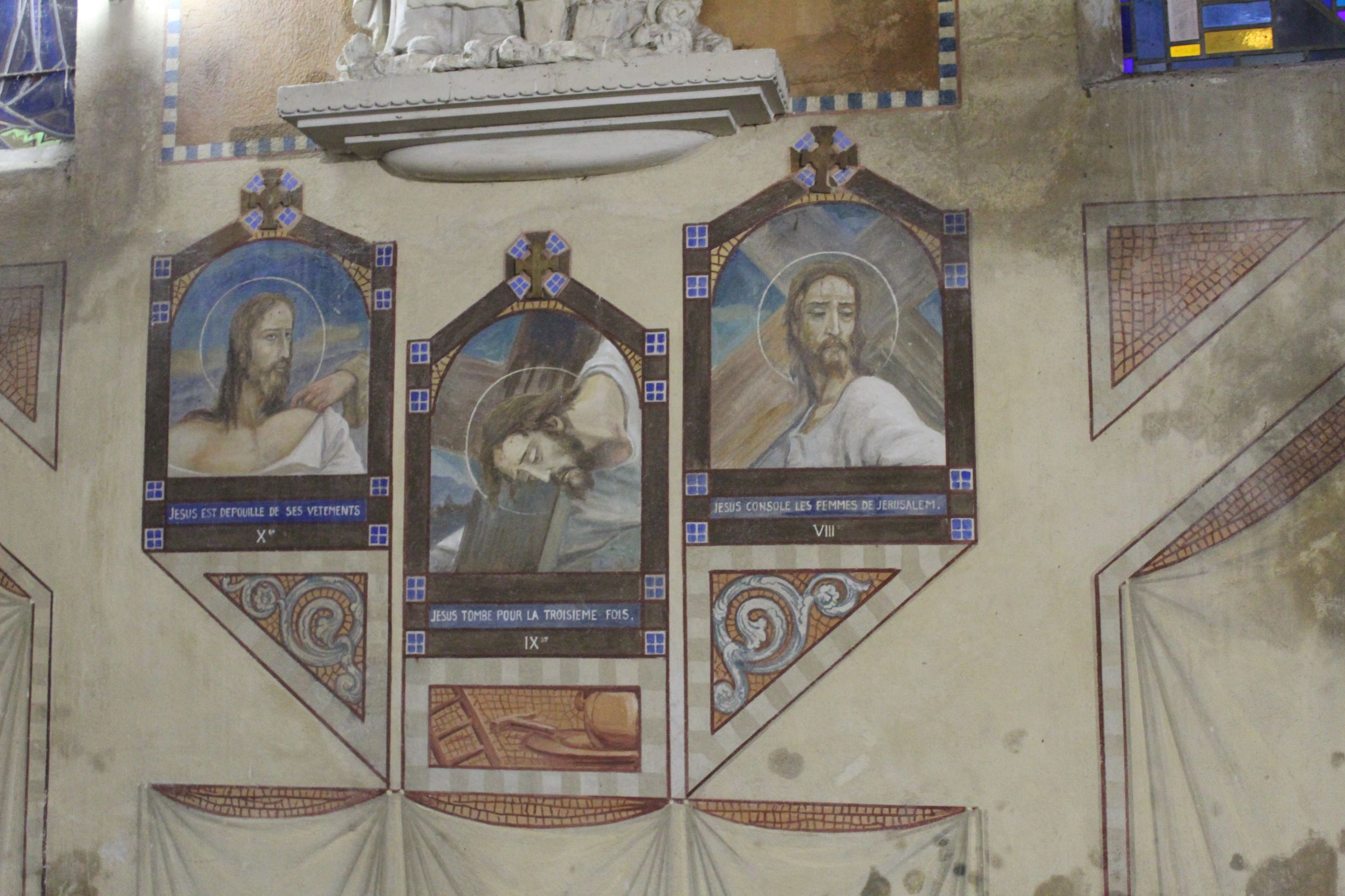
Trois des stations du chemin de croix de l'église Saint-Firmin d'Haraumont.
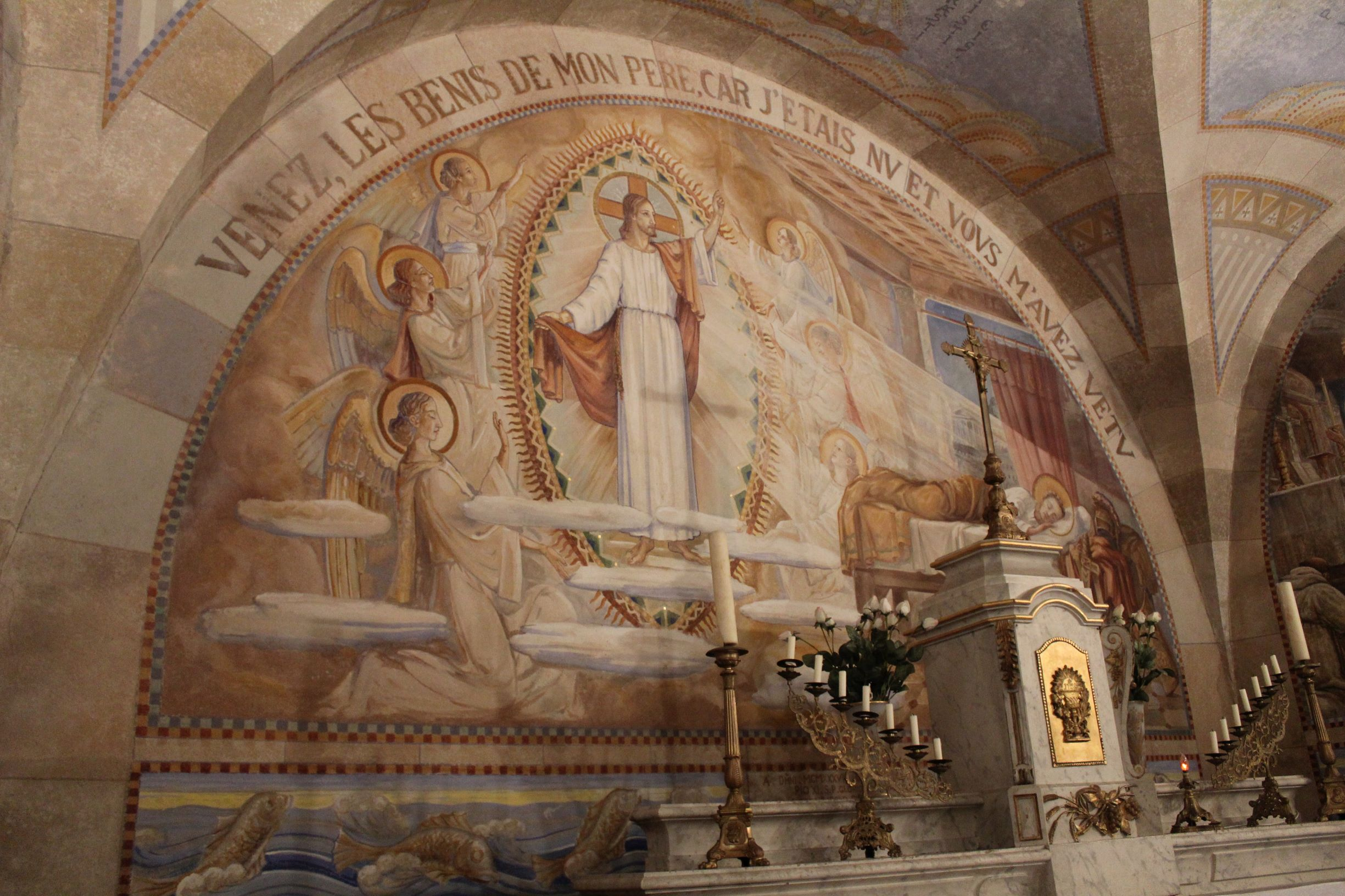
Chœur de l'église Saint-Martin de Kœur-la-Grande.
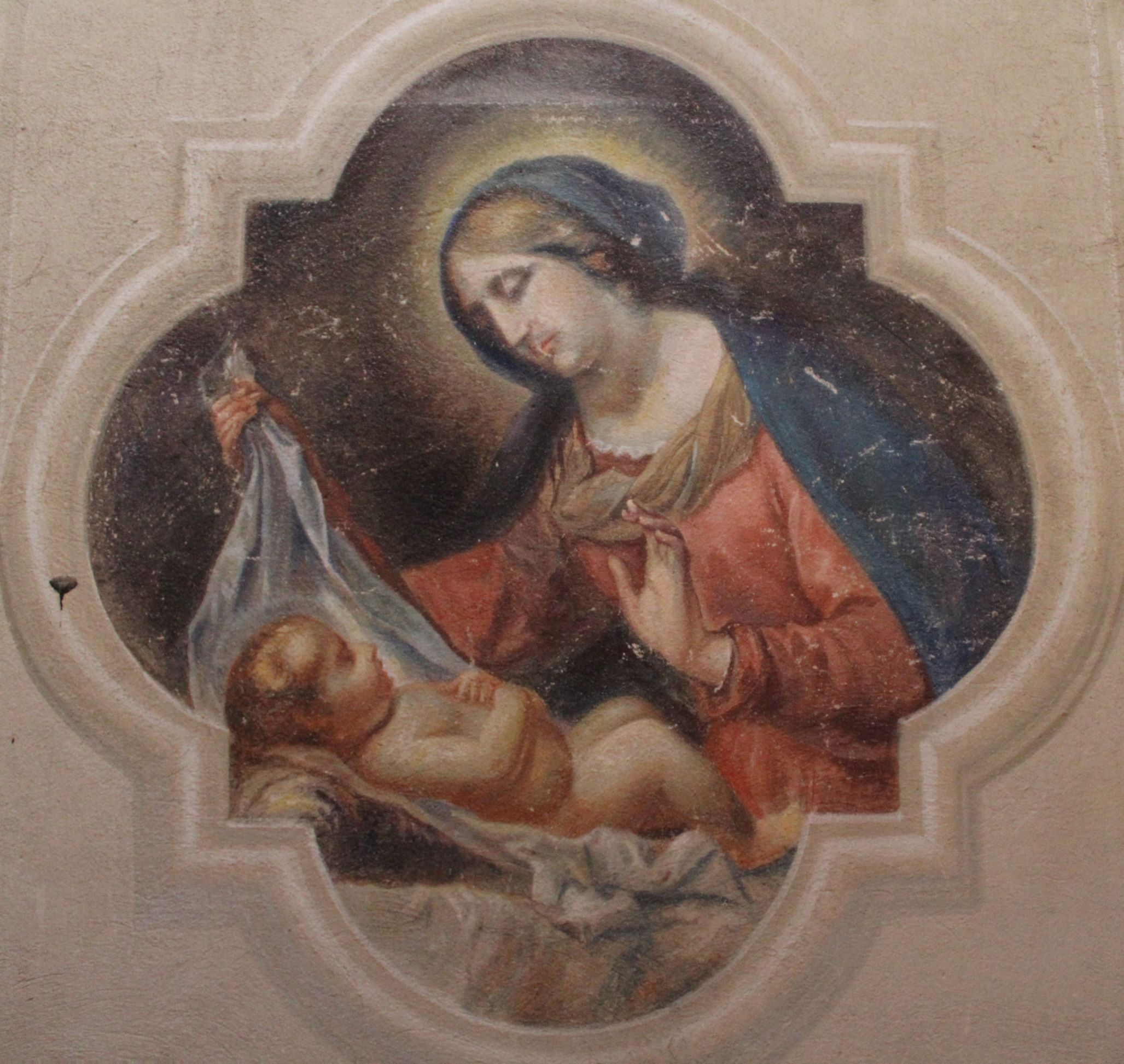
Vierge au voile, église Saint-Jean-Baptiste de Lacroix-sur-Meuse.
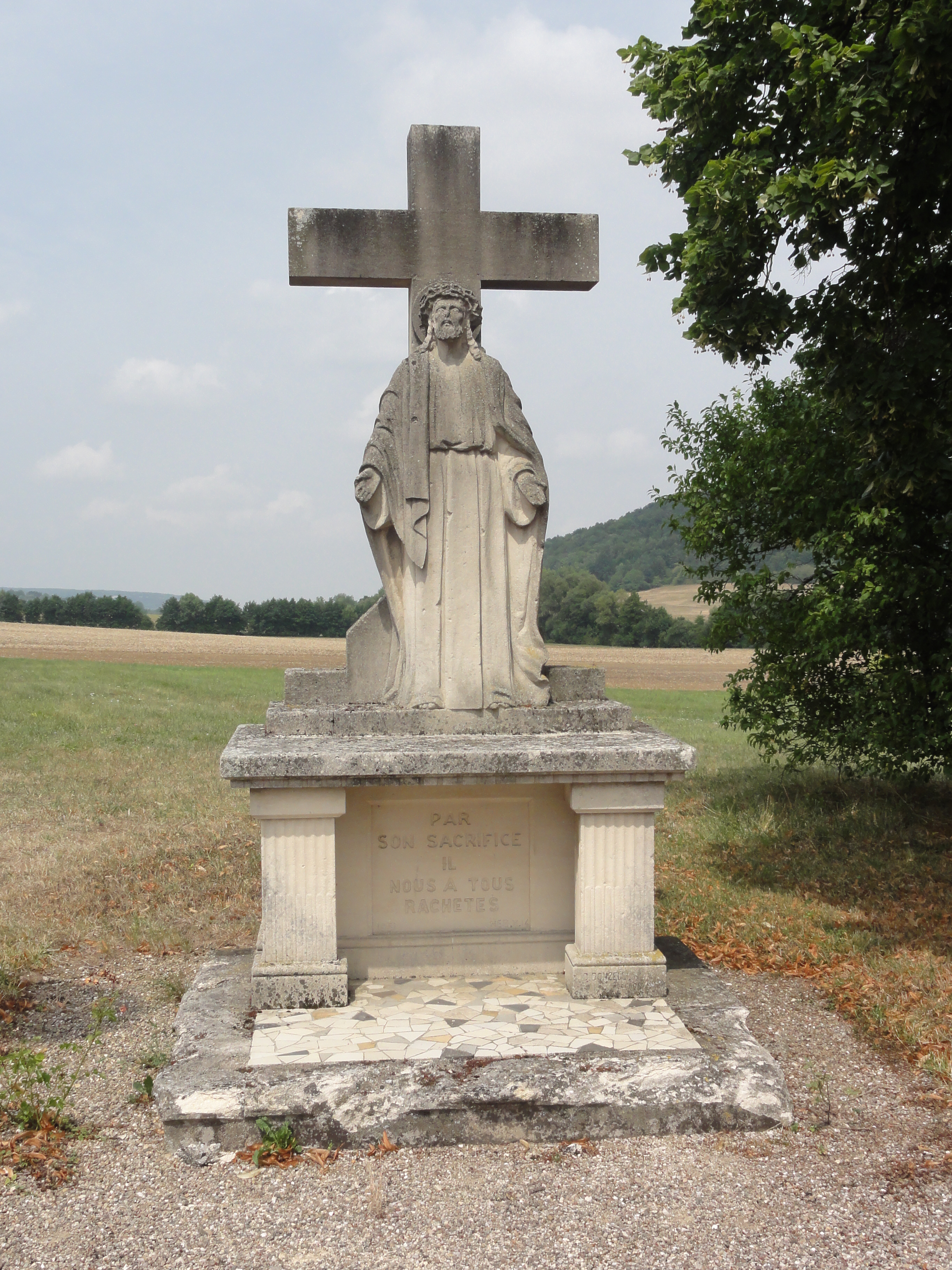
Autel de procession et croix de chemin, Les Éparges.
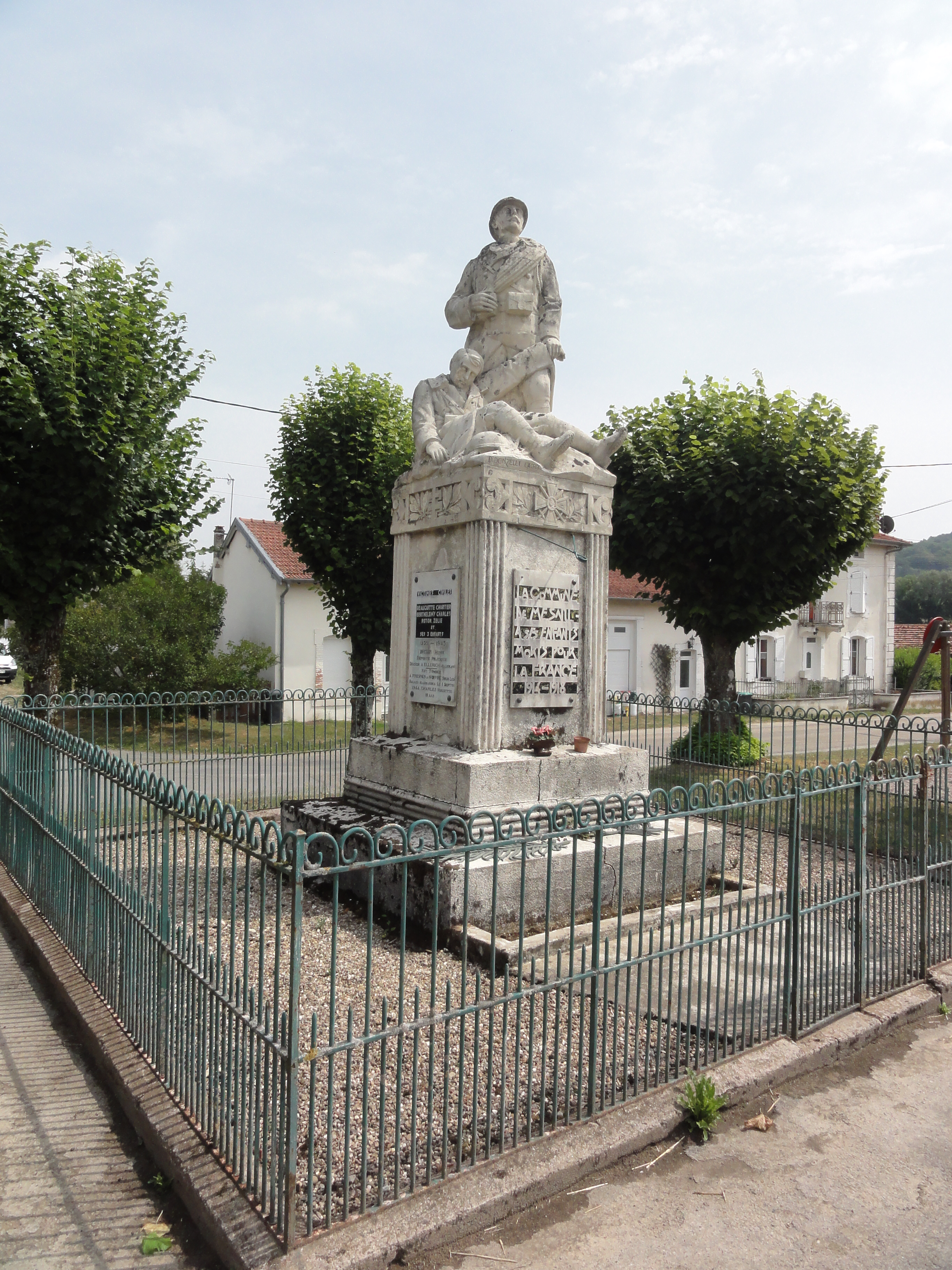
Monument aux morts de Mesnil-sous-les-Côtes.
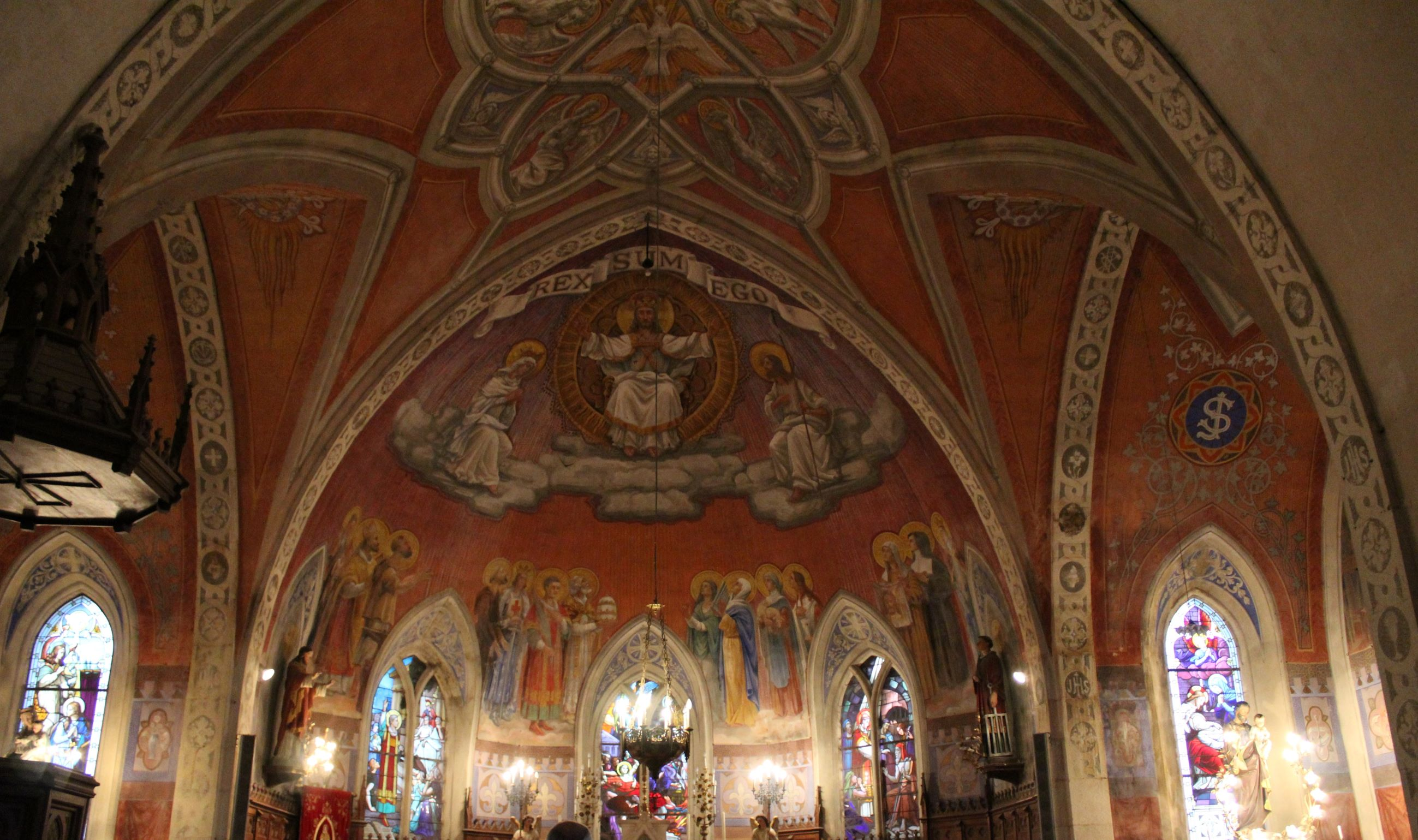
Chœur vouté et croisée du transept de l'église Saint-Laurent de Rouvrois-sur-Meuse.
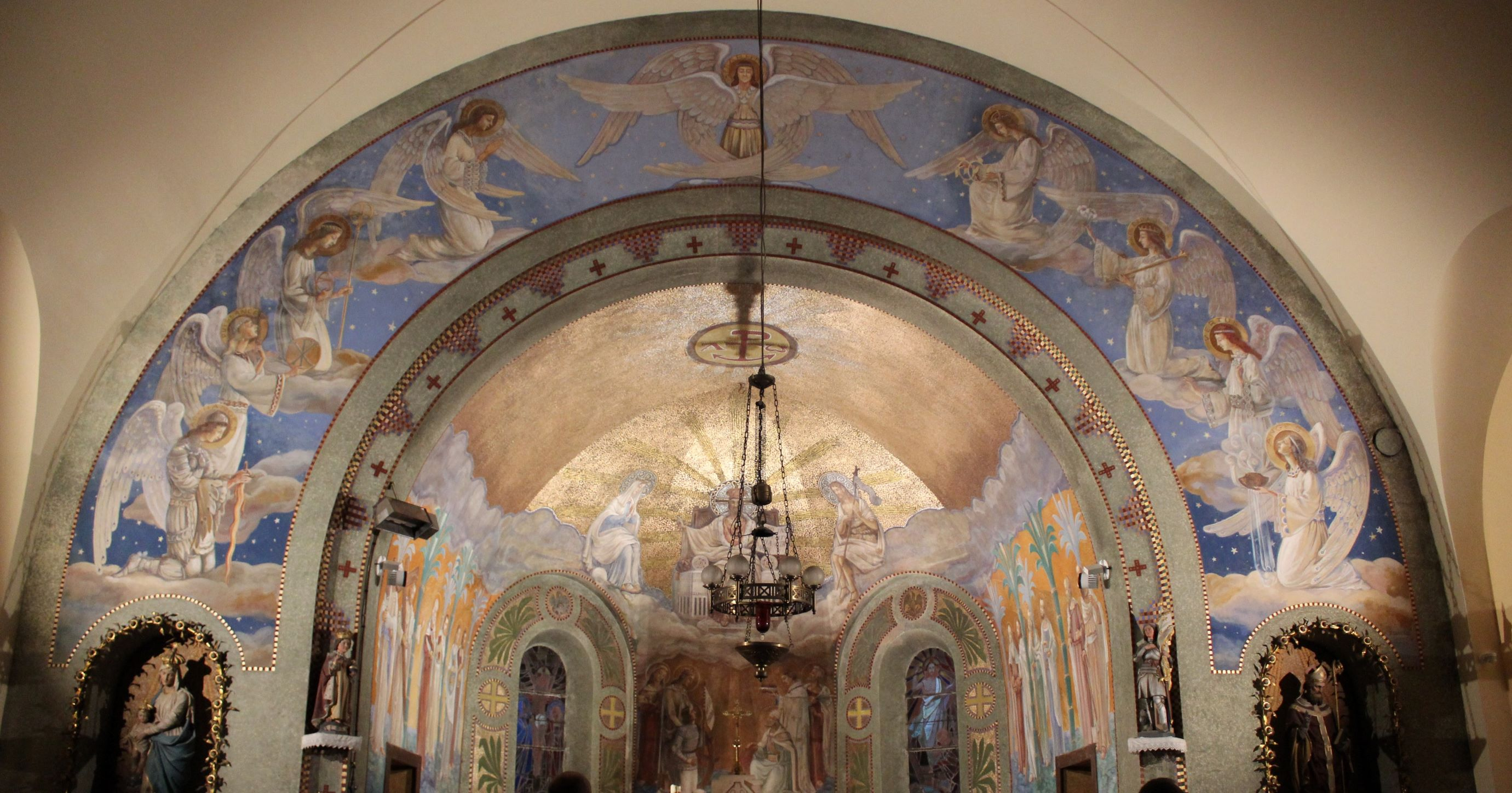
Hiérarchie céleste sur l'arc-triomphal de l'église Saint-Marcel de Seuzey.
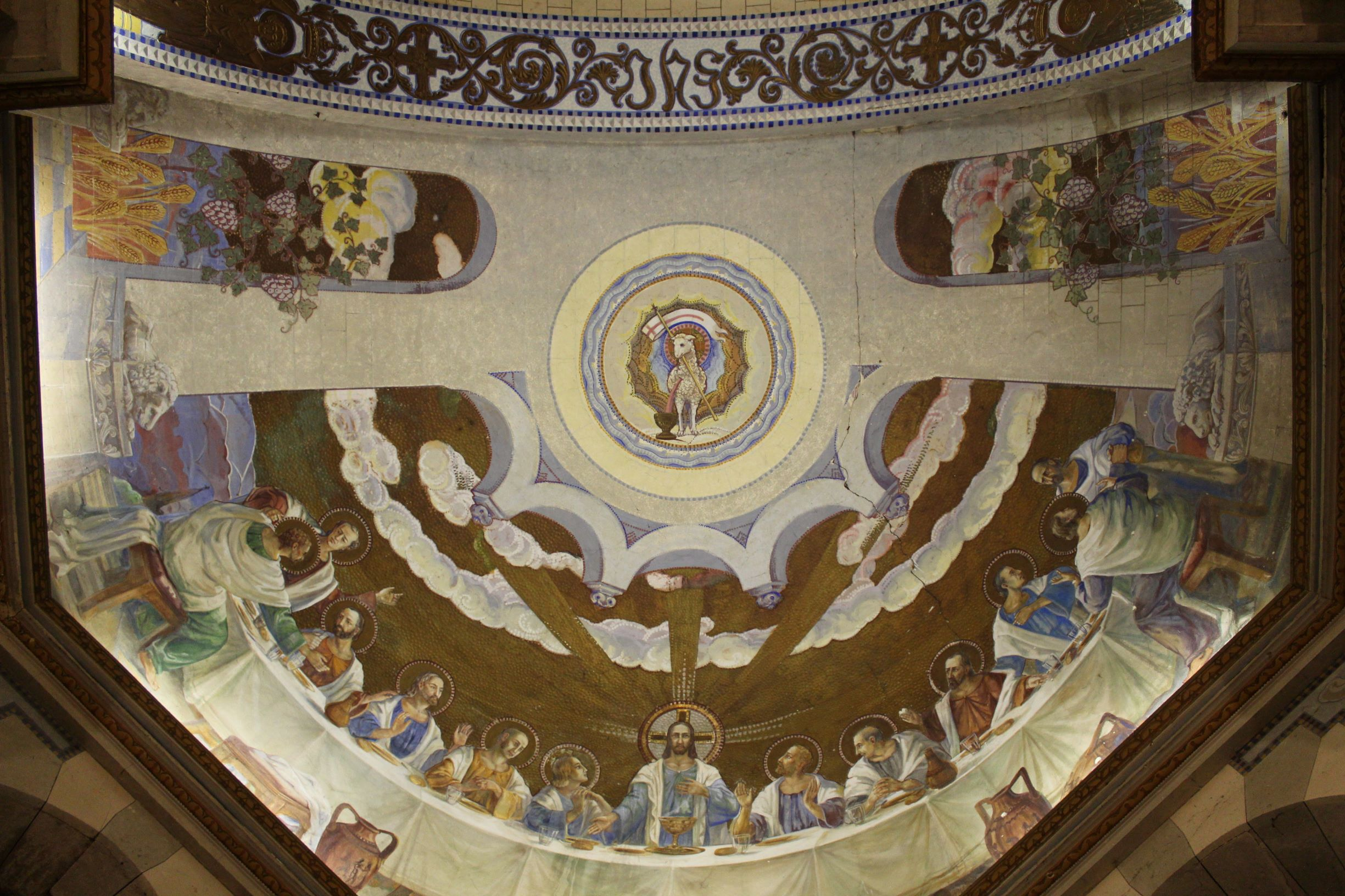
Voûte de l'abside de l'église Saint-Rémi de Sivry-sur-Meuse.
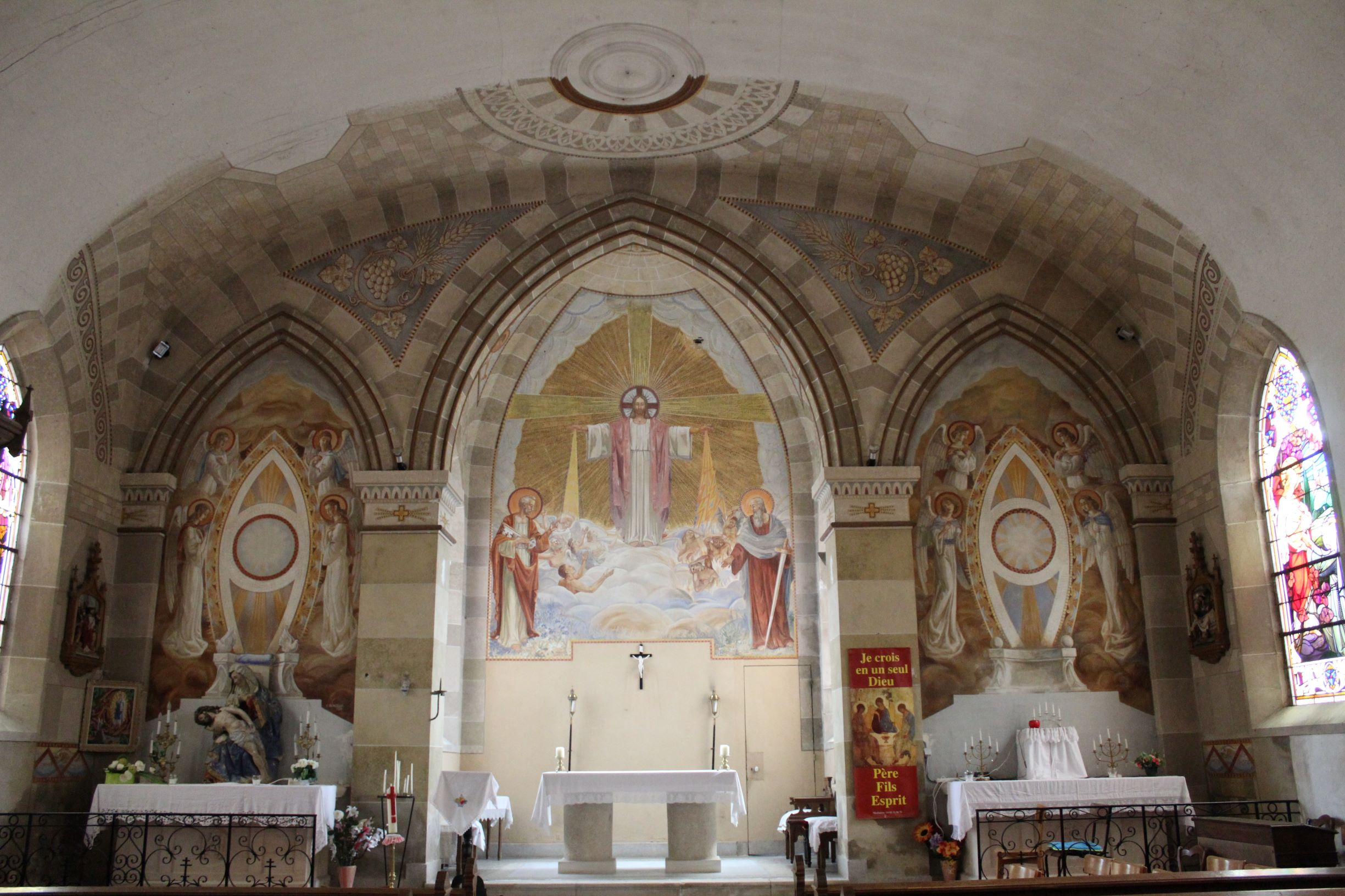
Abside de l'église Saint-Pierre de Spada.
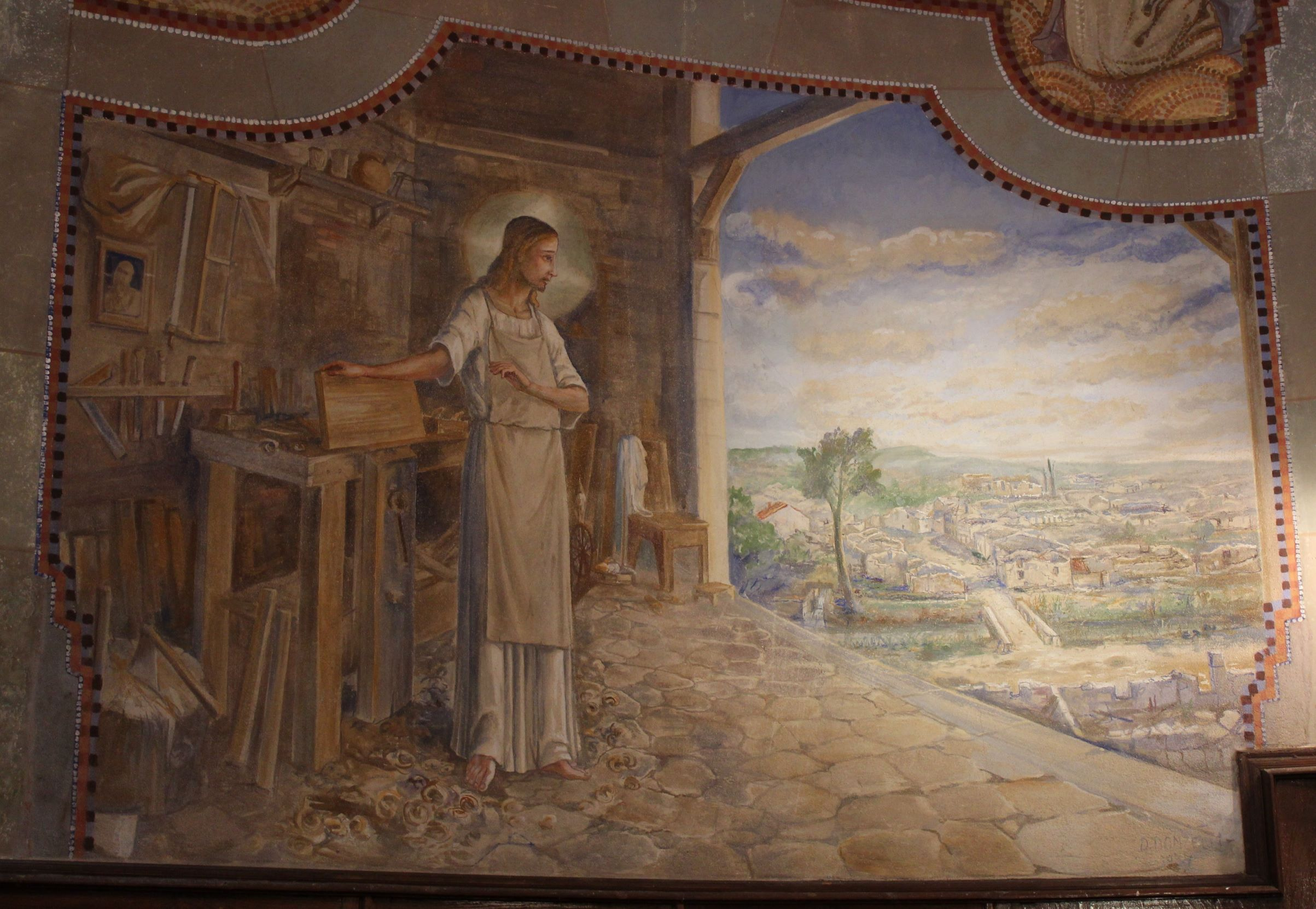
Jésus dans l'atelier de charpentier, église Saint-Nicolas de Véry.

## Reconnaissance
Le 23 septembre 1991, 25 ans après sa mort, la Poste du Luxembourg émet trois timbres reproduisant des œuvres réalisées à Esch-sur-Alzette.